# .bz
.bz là tên miền Internet quốc gia (ccTLD) dành cho Belize. Nó được quản lý bởi Đại học Belize.